# Cryodraco antarcticus
Cryodraco antarcticus is een straalvinnige vissensoort uit de familie van krokodilijsvissen (Channichthyidae). De wetenschappelijke naam van de soort is voor het eerst geldig gepubliceerd in 1900 door Dollo. Er is weinig commercieel belang.